# Fertőszentmiklós
Fertőszentmiklós is een plaats (város) en gemeente in het Hongaarse comitaat Győr-Moson-Sopron, gelegen in het district Sopron. Fertőszentmiklós telt 3826 inwoners (2007).

## Afbeeldingen

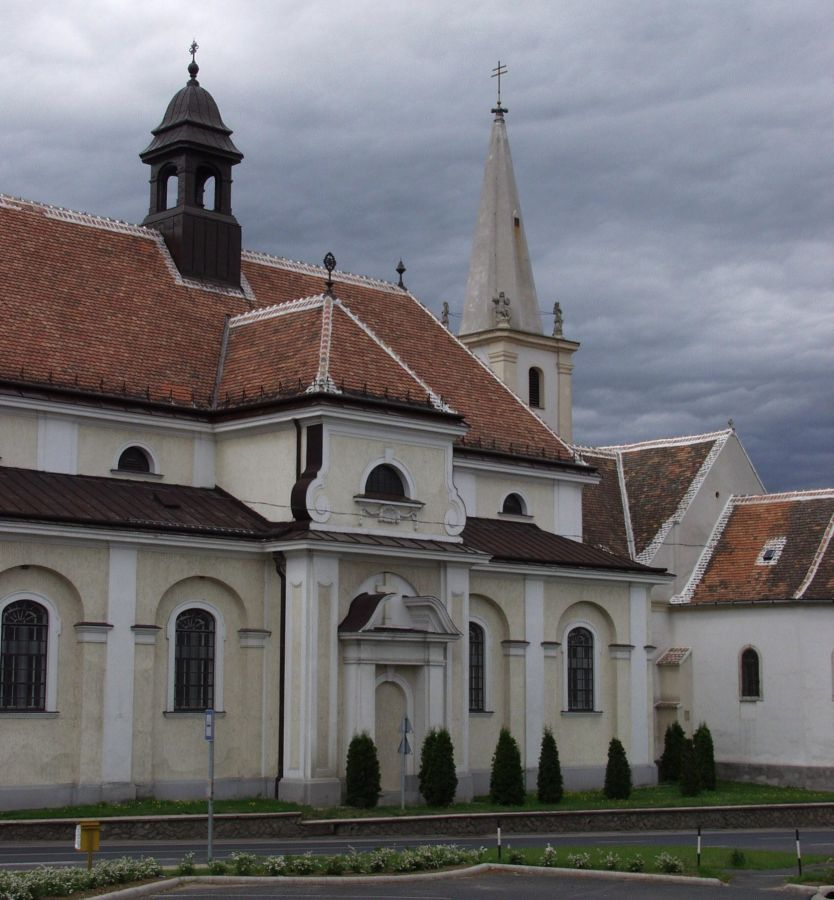
St. Nicholas - Kerk
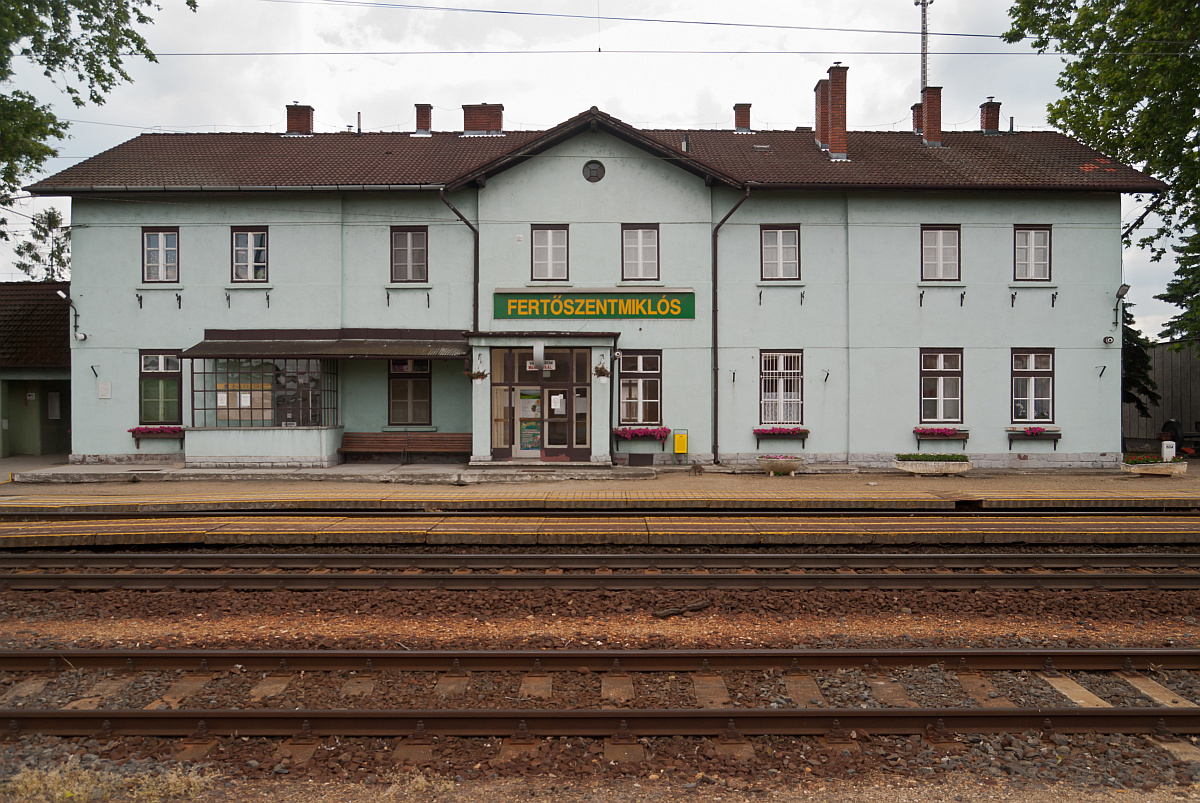
Treinstation
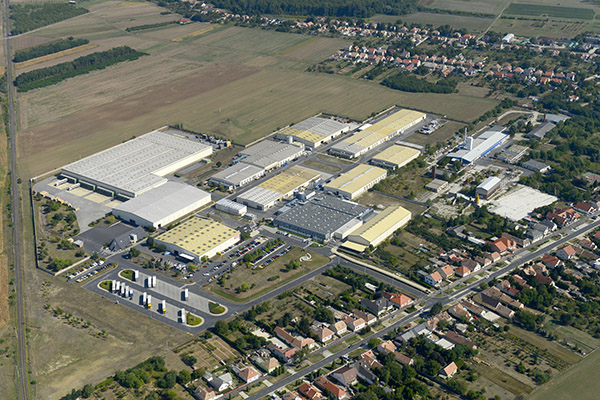
Velux fabriek luchtfoto